# 神志山駅
神志山駅（こうしやまえき）は、三重県南牟婁郡御浜町大字下市木にある、東海旅客鉄道（JR東海）紀勢本線の駅である。

## 歴史
- 1940年（昭和15年）8月8日：鉄道省紀勢西線（現・紀勢本線）新宮駅 - 紀伊木本駅（現・熊野市駅）間延伸時に開設[1][2]。
- 1959年（昭和34年）7月15日：線路名称改定。紀勢西線が紀勢本線へ編入、同線の駅となる[1]。
- 1973年（昭和48年）4月1日：貨物取扱廃止[2]。
- 1983年（昭和58年）12月21日：無人駅化[3]。荷物扱い廃止[2]。
- 1987年（昭和62年）4月1日：国鉄分割民営化に伴い、JR東海の駅となる[1][2]。

## 駅構造
相対式ホーム2面2線を有する列車交換可能な地上駅。両ホームは跨線橋で連絡している。ホームに付された番号は駅舎側からそれぞれ1・2番線となっている。2面のホームは互い違いとなっていて1番線が有井方に、2番線が紀伊市木方にそれぞれずれている。駅舎は1番線紀伊市木方端に接してあり1番線ホームの更に紀伊市木寄り、つまり駅舎脇に当たる場所には側線がある。開業当初からの駅舎が残る。民家風の入母屋造で良く凝った造りとなっている。
熊野市駅管理の無人駅。駅員はいないが、駅舎内部には出札口及び小荷物台がシャッターが閉じられた状態で今も残っている。

### のりば
| 番線 | 路線      | 方向 | 行先             |
| ---- | --------- | ---- | ---------------- |
| 1    | ■紀勢本線 | 下り | 新宮方面         |
| 2    | ■紀勢本線 | 上り | 尾鷲・名古屋方面 |

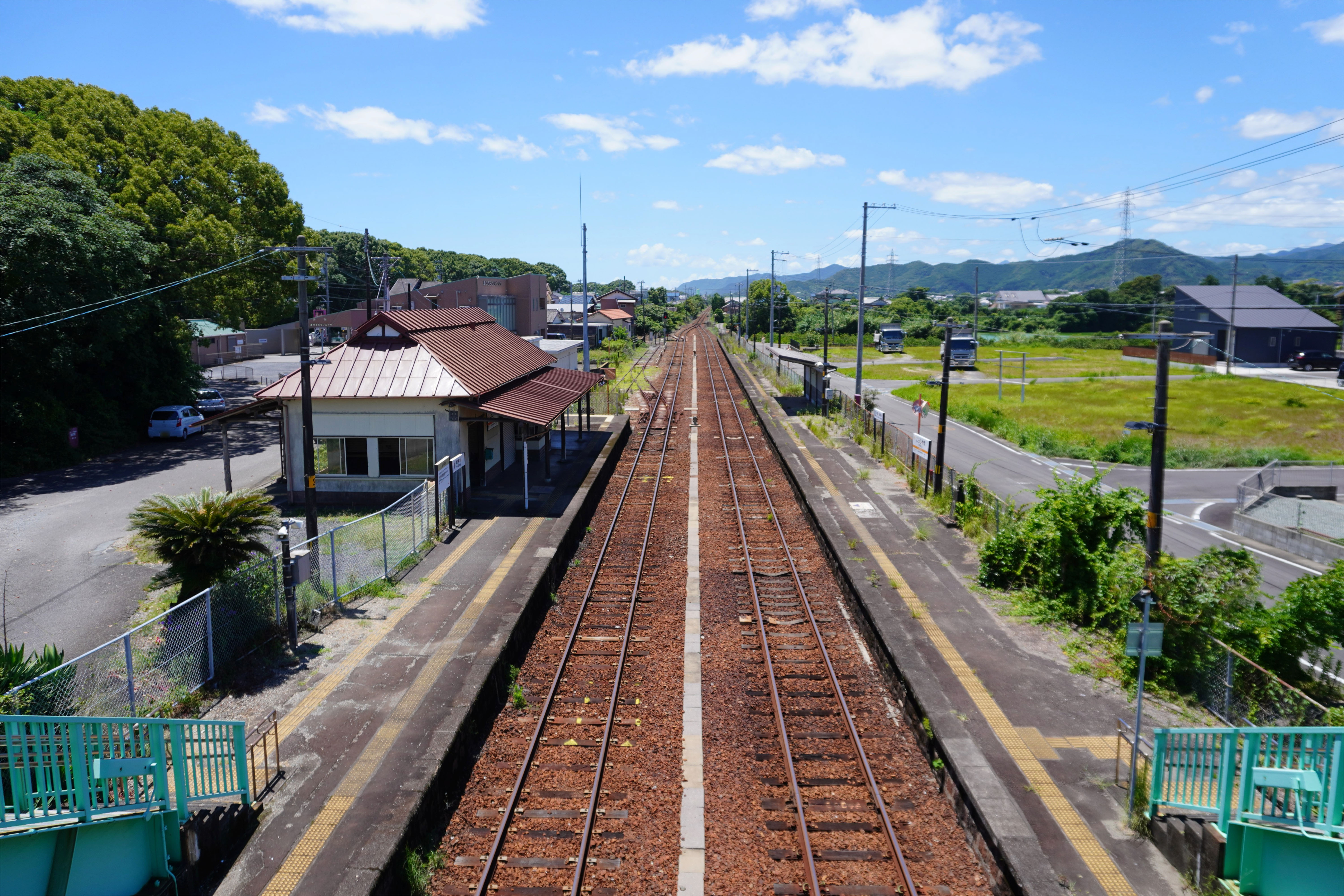
ホーム（2023年7月）

## 利用状況
「三重県統計書」によると、近年の1日平均乗車人員の推移は以下の通り。
| 年度   | 1日平均 乗車人員 |
| ------ | ---------------- |
| 1998年 | 96               |
| 1999年 | 92               |
| 2000年 | 92               |
| 2001年 | 87               |
| 2002年 | 80               |
| 2003年 | 79               |
| 2004年 | 71               |
| 2005年 | 68               |
| 2006年 | 68               |
| 2007年 | 70               |
| 2008年 | 71               |
| 2009年 | 67               |
| 2010年 | 77               |
| 2011年 | 70               |
| 2012年 | 68               |
| 2013年 | 67               |
| 2014年 | 61               |
| 2015年 | 62               |
| 2016年 | 68               |
| 2017年 | 72               |
| 2018年 | 79               |
| 2019年 | 84               |

## 駅周辺
熊野市駅 - 新宮駅間にかけての海岸沿いには大小沢山の集落が点在しているが、当駅もその中の1つに位置している。駅周辺は湿地帯となっていて、駅の2番線側に位置する壺の池を始めとして池や沼が沢山ある。志原川河口も近く、尾鷲方面へ行く紀勢本線列車は当駅を出るとこの河口に架かる志原鉄橋を渡ることとなる。なお当駅は国道42号沿いにあるが国道42号からは少しだけ内陸に入った所にあるため、国道42号から細い道が分岐して当駅前に至り、再度国道42号に合流すると言う形となっている。
- 御浜町立御浜中学校
- 御浜神志山郵便局
- 紀宝警察署神志山駐在所
- 御浜町立神志山小学校
- 不動の滝
- 国道42号

## 隣の駅
東海旅客鉄道（JR東海）
■紀勢本線
有井駅 - 神志山駅 - 紀伊市木駅